# Lionel Berry, 2. Viscount Kemsley
Geoffrey Lionel Berry, 2. Viscount Kemsley (* 29. Juni 1909 in Hendon; † 28. Februar 1999 in Harborough, Leicestershire) war ein britischer konservativer Politiker, Peer und Zeitungsredakteur.

## Biografie
Er war der Sohn von James Gomer Berry, 1. Viscount Kemsley (1883–1968), dem Eigentümer der Zeitungen The Sunday Times und Daily Record, aus dessen erster Ehe mit Mary Lilian Holmes († 1928). Er besuchte das Marlborough College und studierte am Magdalen College der University of Oxford.
Während des Zweiten Weltkrieges diente Berry als Captain bei den Grenadier Guards, bis er 1942 verwundet wurde und als Invalide aus dem Dienst ausschied. 1943 wurde er bei der Nachwahl zum House of Commons vom 4. April im Wahlkreis Buckingham als einziger Kandidat zum Abgeordneten gewählt. Bei der Unterhauswahl 1945 wurde er vom Labour-Kandidaten Aidan Crawley besiegt.
Berry war geschäftsleitender Redakteur der Daily Sketch und später Vize-Vorsitzender von Kemsley Newspapers Limited von 1938 bis 1959. Als sein Vater 1968 verstarb, wurde Berry Viscount Kemsley und wurde dadurch Mitglied des House of Lords. Das Zeitungsunternehmen seines Vaters war zu diesem Zeitpunkt bereits größtenteils verkauft.

## Ehe und Kinder
Am 21. Juni 1933 heiratete er Lady Helene Candida Hay (1913–2011), die älteste Tochter von William Hay, 11. Marquess of Tweeddale. Das Ehepaar bekam vier Töchter:
- Hon. Mary Anne Berry (* 1934) ⚭ Charles Henry van Raalte;
- Hon. Pamela Jane Marguerite Berry (1937–2013) ⚭ Sir Gerald Nigel Mobbs;
- Hon. Caroline Helen Berry (* 1942) ⚭ John Peter Houison-Craufurd, of Craufurdland and Braehead;
- Hon. Catherine Frances Lilian Berry (* 1944) ⚭ Richard Douglas Fowler Bream.

Lionel Berry starb mit 89 am 28. Februar 1999 in Harborough, Leicestershire. Da er keine männlichen Nachkommen hatte, beerbte ihn sein Neffe Richard Gomer Berry als Viscount Kemsley.